# Александровский (Усть-Лабинский район)
Алекса́ндровский (иногда Александровка) — хутор в Усть-Лабинском районе Краснодарского края России.
Административный центр Александровского сельского поселения.

## География
Хутор расположен на берегу реки Зеленчук Второй (в левобережной части района), что на тридцать два километра восточнее Усть-Лабинска, где расположена ближайшая железнодорожная станция.

## История
Александровский основан в 1883 году. Хутор был назван в честь Александрова, казака Тенгинской станицы.

## Население
| 2002 | 2010  |
| ---- | ----- |
| 1622 | ↗1702 |